# Mistr Bohumil
Mistr Bohumil (Meister Bohumil) lebte im 13. Jahrhundert und war einer der ersten geschichtlich nachgewiesenen böhmischen Philosophen. Nach Niederschriften seines Schülers Engelbert von Admont in De regimine principium lehrte er 1271 gemeinsam mit Meister Osconus (tschechisch mistr Očko) an der Prager Kathedralen Schule Grammatik und Logik. Er gehörte zu den frühen Vertretern des Humanismus.